# Antonina Nezhdanova
Antonina Vasílievna Nezhdánova (en ruso: Антони́на Васи́льевна Нежда́нова,  Kryva Balka, Gobernación de Jersón, 16 de junio de 1873-Moscú, 26 de junio de 1950) fue una soprano rusa. Está considerada como una de las más grandes representantes de la escuela vocal rusa.

## Trayectoria profesional
En 1899, ingresó en el Conservatorio de Moscú. Tres años después de graduarse entró a formar parte del Teatro Bolshói de Moscú, convirtiéndose rápidamente en su principal soprano. También cantó en el Teatro Mariinski de San Petersburgo, en Kiev y Odesa. En 1912, actuó en París junto al tenor Enrico Caruso y el gran barítono Titta Ruffo. Ese mismo año, Serguéi Rajmáninov le dedicó su composición Vocalise, una pieza en principio vocal del grupo de las "Catorce romanzas Op.34". Posteriormente, bajo la dirección de Serguéi Kusevitski, Nezhdánova se convirtió en la  primera cantante en interpretar el arreglo para soprano y orquesta hecho por Rajmáninov en 1915.

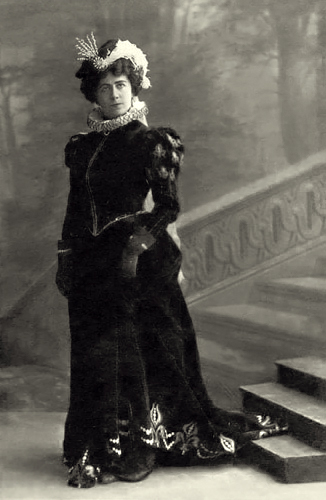
Antonina Nezhdánova (antes de 1915).

Creó varios papeles operísticos. Tras la Revolución rusa, permaneció en el Bolshói, a diferencia de otros cantantes de ópera que se trasladaron a Occidente. En 1936, comenzó a dar clases de canto en Moscú y, en 1943, fue nombrada profesora en el conservatorio de la ciudad. 
Nezhdánova realizó numerosas grabaciones que muestran la belleza y flexibilidad de su voz y la excelencia de su técnica. Los historiadores y críticos de la ópera la consideran una de las mejores sopranos del siglo XX.
Estuvo casada con el compositor y director de orquesta Nikolái Golovánov y murió en Moscú en 1950. Ese mismo año, el Conservatorio de Odesa recibió el nombre de Antonina Vasílievna Nezhdánova.